# Villar San Costanzo
Villar San Costanzo é uma comuna italiana da região do Piemonte, província de Cuneo, com cerca de 1.394 habitantes. Estende-se por uma área de 19 km², tendo uma densidade populacional de 73 hab/km². Faz fronteira com Busca, Dronero, Roccabruna, Valmala.

## Demografia
| Variação demográfica do município entre 1861 e 2011                               |
|                                                                                   |
| Fonte: Istituto Nazionale di Statistica (ISTAT) - Elaboração gráfica da Wikipedia |